# Elise Honegger
Elise Honegger Egger (Stäfa, Suiza, 28 de noviembre de 1839-Rotmonten, 14 de noviembre de 1912)  fue una periodista, editora y activista suiza por los derechos de las mujeres. Estableció el primer periódico de mujeres suizo Schweizer Frauen-Zeitung en 1879. En 1885, fundó y presidió la primera organización nacional de mujeres en Suiza, Schweizer Frauen-Verband (Asociación Suiza de Mujeres).

## Biografía
Elise Honegger nació el 28 de noviembre de 1839 en la localidad de Stäfa en Suiza. Hija de Elisa Rebmann y un comerciante de vinos, Theodor Honegger. Creció en San Galo, donde concurrió a la escuela primaria.
En 1867 se casó con Mathias Egger con quien tuvo siete hijos. El esposo de Honegger era editor de un periódico, con el cual aprendió los conocimientos básicos de la actividad editorial y comenzó a escribir. Entre 1878 y 1979 Elise redactó el suplemento para mujeres de su publicación Republikaners. Poco después, se divorcia de su esposo, retoma su apellido de soltera y trabaja como redactora y editora independiente, con lo cual logra mantener sola a sus siete hijos. A los 40 años Honegger estableció el primer periódico de mujeres suizo Schweizer Frauen-Zeitung (Periódico suizo de mujeres) en 1879. La publicación tuvo éxito comercial, destinado a las mujeres de clase media, centrándose en el papel de esposas y madres. También tomaba posición sobre temas de política femenina e informaba regularmente sobre la situación del movimiento feminista en Suiza y en el extranjero.
En sus textos favoreciendo los roles diferenciados de los sexos en el orden social, pidió que las mujeres tengan acceso a ocupaciones que en principio están reservadas para los hombres; defendió la revalorización del papel de la esposa y la madre y afirmó una mejora en la situación de las mujeres casadas en el campo del derecho civil.
Además de su trabajo como editora, Honegger abogó por elevar el estatus de la mujer. En 1879, adoptó una posición para una reforma de las asociaciones de mujeres y promovió la fundación de la Asociación Suiza de Mujeres (Schweizer Frauen-Verband) en 1882. Elegida primera presidenta de la asamblea constituyente de Aarau en 1885, convirtió su periódico en el órgano de la Asociación hasta 1890. Renunció a su puesto de presidenta debido a conflictos dentro del comité directivo en 1886 y se retiró de las actividades de la Asociación.
Siguió publicando el periódico, vendiéndolo a ediciones Ringier en 1911, permaneciendo como editora hasta poco antes de su fallecimiento el 14 de noviembre de 1912 en Rotmonten, actualmente ciudad perteneciente al cantón de San Galo.